# Snuf en de IJsvogel
Snuf en de IJsvogel is de vierde speelfilm over de hond Snuf. Het verhaal is gebaseerd op het gelijknamige boek van Piet Prins (pseudoniem van Piet Jongeling). Snuf en de IJsvogel werd ook uitgegeven als serie bij de Evangelische Omroep. Die zond hem uit vanaf 15 december 2010.

## Verhaal
Op de Vredehoeve is een Bêd en Brochje (Bed and Breakfast) gekomen. Bij die Bêd en Brochje is een botenverhuur. Op een van die boten, genaamd 'De IJsvogel', gaan Tom en Mirjam op vakantie. Ze gaan verschillende jaarmarkten af. Op een van die jaarmarkten ziet Snuf twee jongens die aan het zakkenrollen zijn. Die twee jongens heten Niels en Jimmy en ze handelen in opdracht van hun vader Tjeerd.
Op een nacht breken de twee jongens in en de bewoner ziet de twee jongens en hun hond Loebas wegrennen. Diezelfde dag heeft de eigenaar Tom en Mirjam samen met Snuf op de jaarmarkt gezien en hij weet zeker dat zij het zijn. Hij schakelt de politie in en Tom en Mirjam worden onterecht gevangengenomen. Ze ontsnappen om hun onschuld te bewijzen, maar worden door heel Friesland gezocht en worden op de hielen gezeten door de politie.
Tjeerd vindt dat mensen moeten boeten, omdat alles altijd overal om geld gaat. Tjeerds vrouw is gestorven aan kanker door gif in de bodem van hun eerdere huis en daardoor is Tjeerd verbitterd en vijandig naar alles en iedereen. Hij vertelt zijn zonen dat zij met zijn drieën tegen de rest van de wereld staan.
Wanneer Tom en Mirjam zien dat de zoons en hun vader in een boot naar een eiland gaan, wil Tom er achteraan. Tom gaat het eiland op en wordt betrapt en gevangen genomen door Tjeerd. Wanneer Mirjam het wachten beu is, gaat ze zelf ook kijken. Maar ook zij wordt betrapt en gevangen genomen. Snuf weet te ontsnappen. Tjeerd gaat achter Snuf aan en laat Jimmy achter bij Tom en Mirjam die hem proberen om te praten. Nadat Tjeerd denkt Snuf te hebben doodgeschoten (hij schiet echter Niels' hond Loebas dood), wil hij Jimmy dringend spreken. Er ontstaat ruzie en vader Tjeerd geeft Jimmy een harde klap, waarna hij zijn zoon opsluit bij Tom en Mirjam.
Snuf, die wist te ontsnappen, komt politie tegen en wijst hun de weg naar het eiland vol smokkelwaar. Ondertussen neemt Tjeerd de jongens mee in de boot, om ze aan land te brengen. Vlak voordat ze aan land gaan, geven de jongens echter aan dat ze niet meer met hun vader op dievenpad willen, waarop Tjeerd ze in het water gooit. Daarna vaart Tjeerd terug naar het eiland om Tom en Mirjam te doden. De jongens worden opgevangen door de rondvarende politie en wijzen de weg naar het eiland. Tjeerd komt op het eiland en houdt Tom en Mirjam onder schot. Snuf weet op tijd de man bij zijn arm te grijpen. Dan arriveert de politie die Tjeerd arresteert. Tom en Mirjam keren terug naar Bêd en Brochje en vertellen niet aan hun ouders en opa wat ze allemaal hebben meegemaakt.

## Rolverdeling
- Ydwer Bosma = Tom
- Joosje Duk = Mirjam
- Yoni Serlie = Niels
- Leo de Jong = Jimmy
- Marcel Faber = Tjeerd
- Eva Crutzen = Agent Roelie van Tongeren
- André de Zee = Boer Jan
- Steven de Jong = Tjerk
- Rense Westra = Bauke
- Dominique van Vliet = Jeltje
- Frans de Wit = Commissaris

## Trivia
- Voor deze film zijn drie honden gebruikt, waarvan één uit de eerste Snuf de Hond-films, Jordy.
- Veel van de opnames vonden plaats op dezelfde locaties als Snuf de Hond in oorlogstijd.